# نارام سين

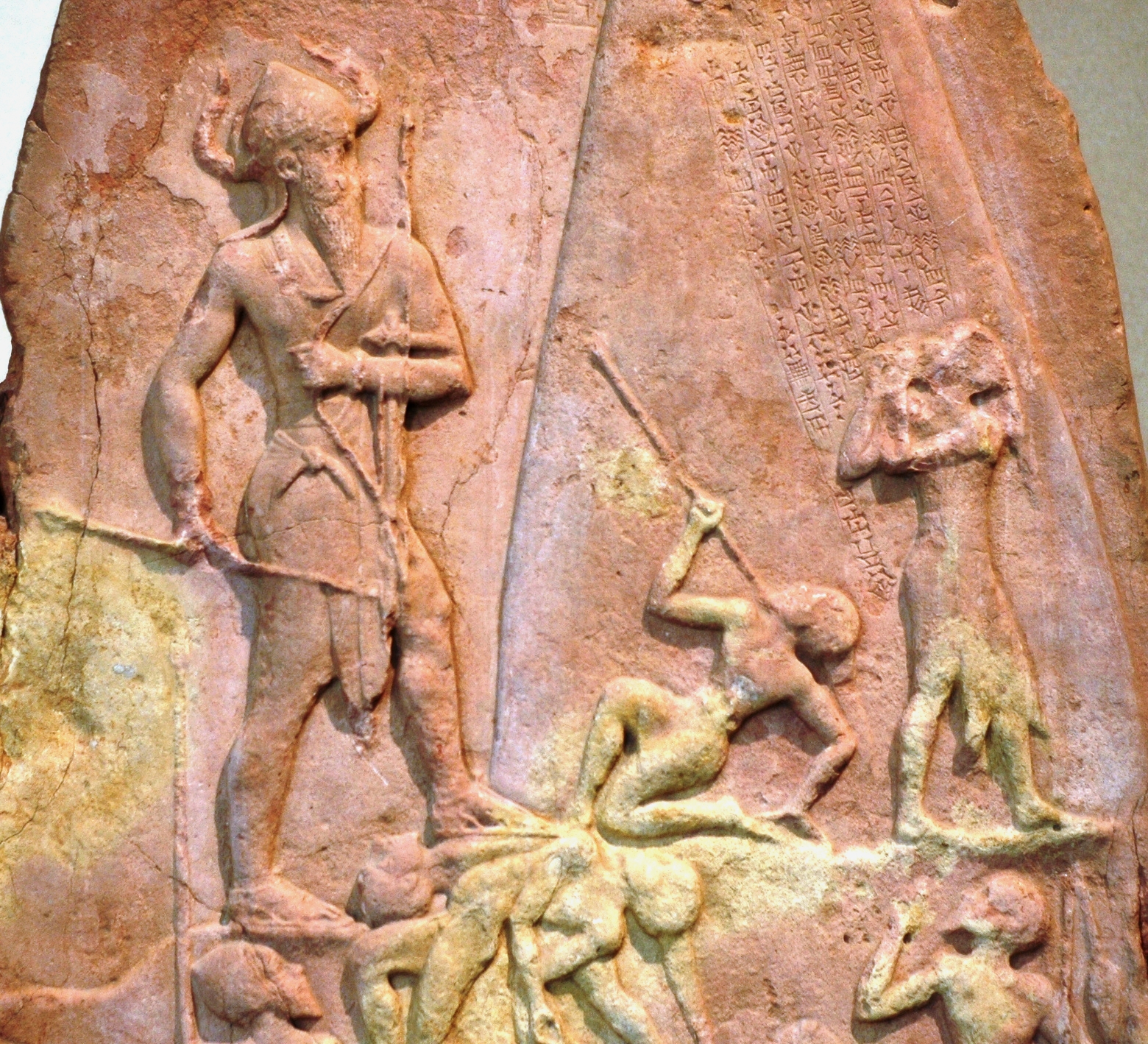
مسلة نارم سين

نارام سين ملك أكد بين العامين 2273 و2219 ق. م (حسب التأريخ المتوسط) أو بين 2209 و2155 ق.م (حسب التأريخ القصير)، ومعنى اسم نارام بمفرده المحبوب أما نارام سين فمعناه المحبوب من الإله سين.

## حكمه
بدء حكم نارم سين بسلسلة من التمردات في المدن البابلية، وشارك في ذلك ماري وماجان وعيلام ومناطق أخرى، وطغت على سنين حكمه الحملات العسكرية، التي جعلت منه شخصية مشهورة كما كان عليه «شارو- كينو» (سرجون) مؤسس الدولة الأكدية، كما قاد حملات عسكرية نحو الشرق في جبال زاغروس ضد مجموعات الـ «لولوبي» (Lulubi) بزعامة ملكهم «انوبانيني» (Anubanini)، وفي الشمال تقدم حتى أوركيش منطقة تواجد الحوريين.
بنى نارام سين - كما تبين بعض النصوص المسمارية- قصراً محصناً له في تل براك عند نهر الخابور، وقد احتوى القصر على مستودعات ضخمة، ويبدو أن مهمة الحامية في هذا القصر كانت مراقبة التجارة مع المناطق الشمالية، ففي بعض الغرف وجد بقايا حبوب وفي أخرى ذهب وفضة وأحجار كريمة.
لقد امتد حكم الدولة الأكدية في هذه الفترة ليشمل شمال سوريا القديمة، فقد ضم نارم سين منطقة «سوبارتوم» (Subartum) وصولاً إلى البحر الأعلى (البحر المتوسط) وجبال طوروس وجبال الأرز (جبال الأمنوس)
في إحدى الكتابات المنقوشة على صولجان يرد أن نارام سين فتح «ارمانوم» (Armanum) حيث ربط ملكها «ريش اداد» على دعامات البوابة، وكذلك فعل في إبلا وعيلام، ومن المفترض أن نارم سين هو أول الملوك الذين هاجموا «ارمانوم» وإبلا، مع أن «شارو- كينو» (سرجون) كان قد ادعى ذلك من قبل، ويفترض بأن النصر الذي حققه نارام سين قد حدث إما عام 2275 ق.م أو 2250 ق.م، إلا أن البحوث الأثرية في تل مرديخ لم تثبت لحد الآن وقوع هكذا حدث في إبلا، مما دعا بعض الآثاريين للظن أن الكلمة «إب/يبلا» الواردة في النقوش ليس المقصود بها تل مرديخ. كما توجد دلائل أثرية على تجارة مع جبيل
شغلت أكثر من واحدة من بنات نارام سين منصب كاهنات («إنتو» / entu) في مدن الدولة الأكدية، فابنته «إن- مِن- انا» (En-men-ana) كانت كاهنة عليا لمعبد سين في أور (يدل على ذلك طبعة ختم وجدت في مدينة جرسو)، وبنته «توتا- نابشوم» (Tuta-napšum) كانت كاهنة في أحد معابد نيبور، وبنته «سومشاني» (Sumšani) كانت الكاهنة العليا بمعبد شمش في سيبار. وكما كانت «إن- خِدو- انانا» (En-ḫedu-anna) بنت «شارو- كينو» (سرجون) كاهنة معبد نانا في أور تمارس دوراً سياسياً بالإضافة لمهمتها الدينية، يظن أن بنات نارم سين قمن بنفس الدور بحيث سيطرن على السياسة أو على الأقل أثرن بها، فقد وجد ختم لبنته «تارأم- اكاده» (Tar'am-Agade) في أوركيش عليه مشهد صراع الحيوان (بطل عاري يهزم ثور)، بأغلب الظن أن هذا المشهد يدل على دور سياسي لصاحبته وليس كهنوتي، وربما كانت «تارأم- اكاده» زوجة حاكم أوركيش.
إن عقد نارم سين معاهدة مع عيلام (توجد نسخة عبلامية منها) تعتبر قرينة على أن عيلام لم تعد تخضع مباشرة لحكم أكد، ولاحقاٌ بعهد الملك «كوتيك- ينشوشويناك» (Kutik-inšušuinak) أصبحت عيلام مستقلة.
حكم بعد نارام سين ابنه «شار- كالي- شارّي» (Šar-kali-šarri) الذي انتهت الدولة الأكدية بعد 25 عاماً من حكمه، وحسب التدوينات البابلية القديمة فإن سبب نهاية أكد هو تدنيس المقدسات من قبل نارام سين، فقد دمر معبد إنليل في نيبور فغادرت إنانا أكد و{حلت نهاية الشعب الذي لا يراعي التقاليد} وعم البلاء البلاد حيث {الملاح لا يستطيع توجيه مركبه، ورسل الملك لا يجدون طريقهم، والحقول لم تعطِ الحبوب، والجداول لم تعطي السمك، وبوابات المدن تحولت لغبار، واستوطن اللصوص الشوارع } وفي النهاية تقرر الآلهة دمار أكد لإنقاذ بقية مدن سومر وأكد.

## ألقابه
تلقب نارام سين بالألقاب التالية:
- ملك جهات العالم الأربع
- إله أكد
- بعل (زوج) عشتار

وكتب اسمه مع العلامة الدالة على الألوهة (دينجر/ Dingir)، كما اُقسمت الأيمان باسمه، وفي زمن سلالة أور الثالثة مُثل نارم سين كأحد الآلهة، كما كان عليه جده «شارو- كينو» (سرجون)، فعلى مسلة نارم سين يظهر بتاج الآلهة ذو القرون.

## نسله
- «شار- كالي- شارّي» (Šar-kali-šarri) ملك أكد من بعده
- «ليبيتيلي» (Lipitili) والي على ولاية «ماراد» (Marad)
- «تارأم- اكاده» (Tar'am-Agade) ربما حاكمة في أوركيش
- «إن- مِن- انا» (En-men-ana) الكاهنة العليا لمعبد سين في أور
- «توتا- نابشوم» (Tuta-napšum) كاهنة في نيبور
- «سومشاني» (Sumšani) الكاهنة العليا بمعبد شمش في سيبار

## تصويره

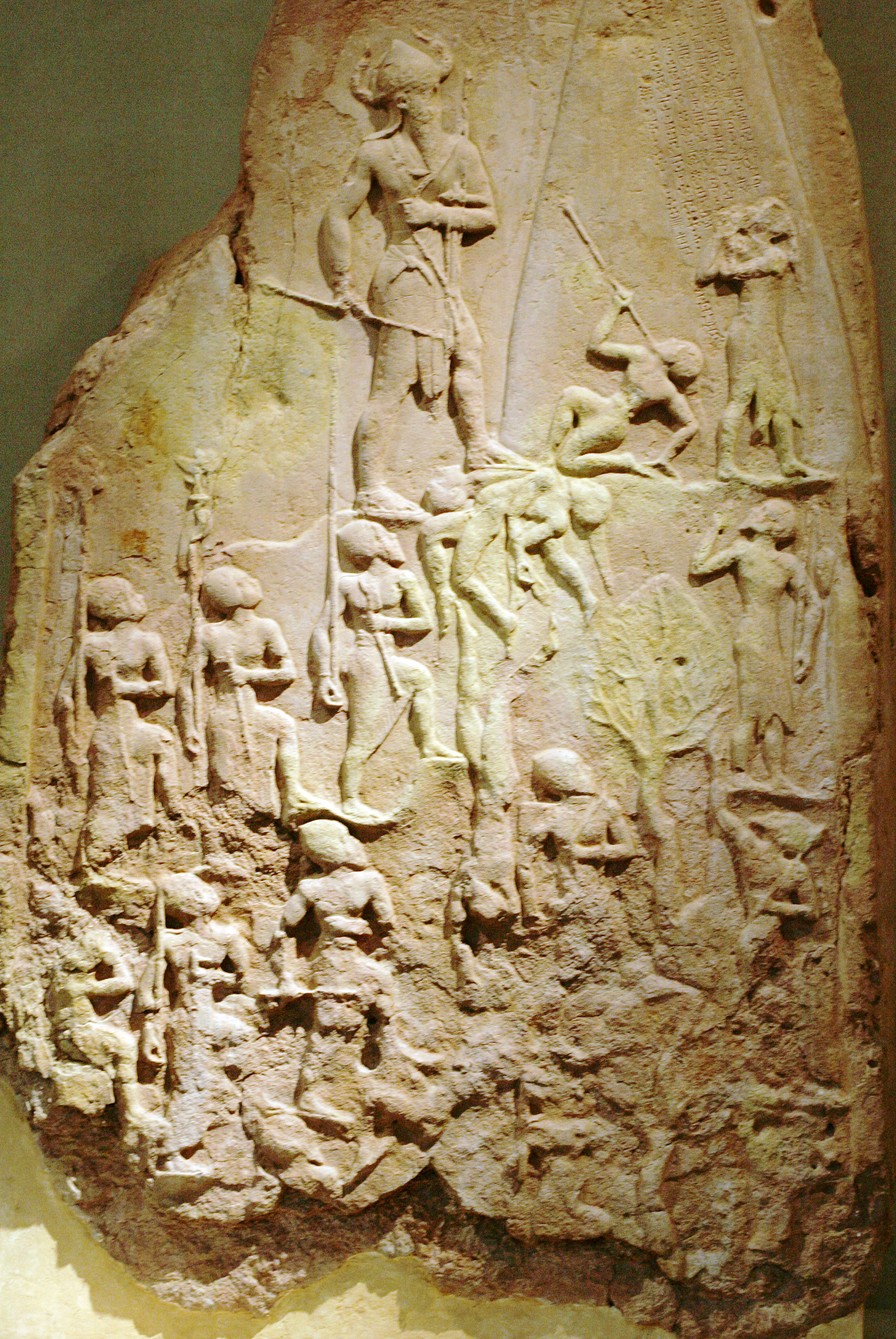
مسلة نارم سين

- مسلة نارام سين: عمل نحت نافر بارتفاع مترين موجودة في متحف اللوفر، تصور نارم سين برداء قصير وصدر عاري، معتمراً بتاج الألوهة ذو القرون، يهاجم مجموعات الـ «لولوبي» (Lulubi)، ويحمل قوساً وعصا، ويحمل بيمينه سهم، ومن الصعب الجزم إذا كان العدو المصروع أمامه قد أقدم على نحر نفسه أو أنه قد أصيب برمح من نارم سين، لقد كانت هذه المسلة منصوبة أساساً في سيبار كما يبين النص عليها، إلا أنها كشفت في إحدى حملات التنقيب عام 1889 م في "سوسة"، ويرد في النص المعزو للملك العيلامي «شوتروك- ناهونته» الثاني (Šutruk-Nahhunte) (1185- 1155 ق.م) حملته على البابلية (1158 ق.م) ويصف تدميره لسيبار ونقله مسلة نارم سين ليقدمها للإله «ينشوشيناك» (Inšušinak)، كما أن النص الأصلي الأكدي مشوه ومتضرر، أغلب الظن من قبل العيلاميين.
- مسلة ثانية لنارام سين وجدت في «بير حسيني» (Pir Hüsseyn) بالقرب من ديار بكر، مصنوعة من حجر الديوريت، وعليها مشهد للملك يصرع أحد الأعداء.

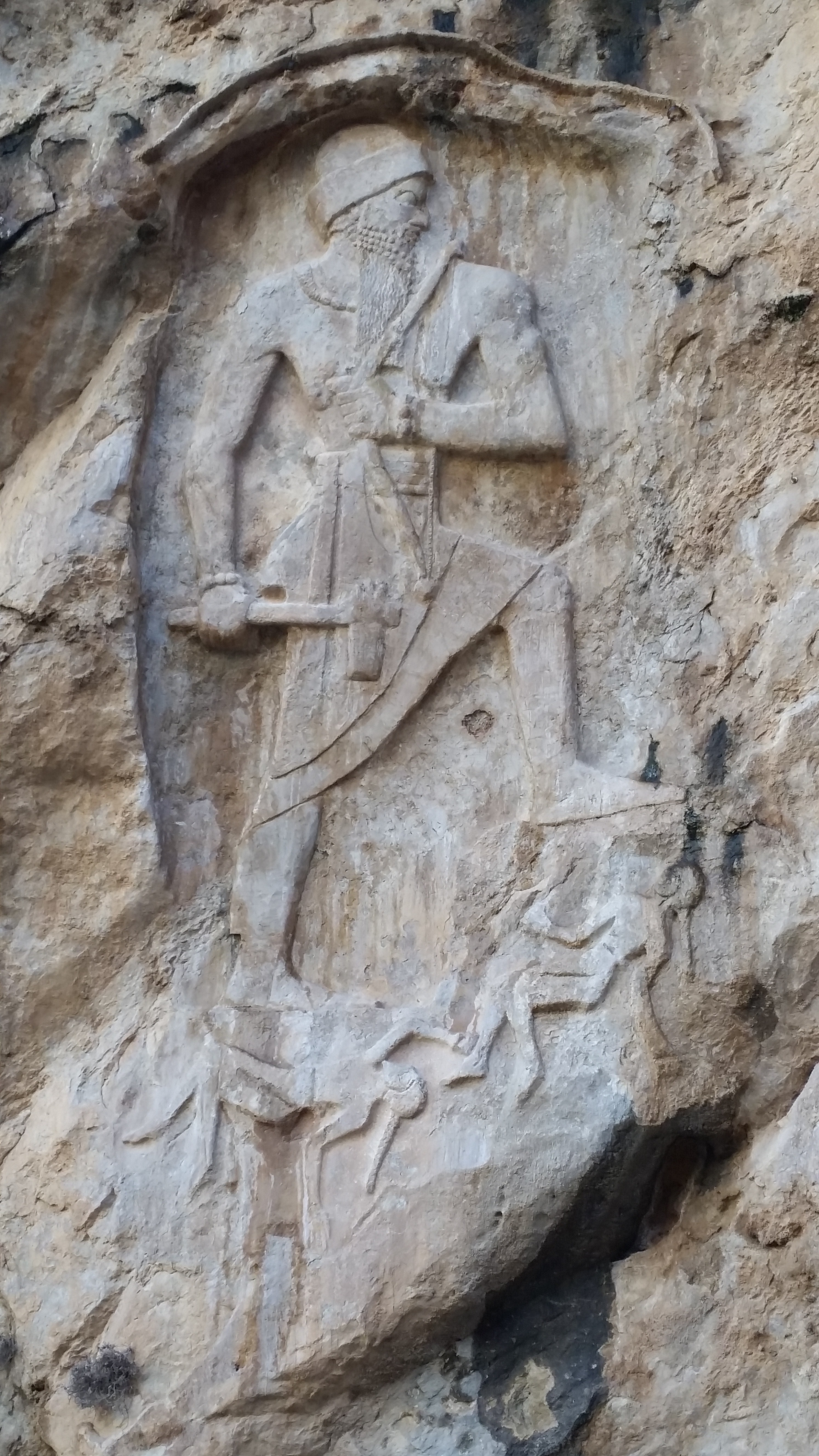
مسلة نارام سین في محافضة السلیمانة/ جنوب كردستان

- مسلة نارام سین في محافضة السلیمانة/ جنوب كردستانلنارام سين النحت النافر الموجود على صخرة في «دارباند-ي- كاور» (Darband-i-Gaur) في منطقة كردستان في محافظة السليمانية شمال شرق العراق. الا أنه هناك خلاف حول إذا ما كان هو صاحب المنحوتة.